# Karsibór (Świnoujście)
Karsibór (dawniej Karsibórz, do 1945 niem. Kaseburg lub Caseburg) – część miasta Świnoujście, dawna wieś; pełni funkcję rybacką i wypoczynkową na wyspie Karsibór, nad Mulnikiem i Kanałem Piastowskim. Całą wyspę Karsibór zamieszkuje około 800 osób (stan na rok 2023); przystań morska, zachowany zabytkowy gotycki kościół. W Karsiborze ma pętlę linia autobusowa nr 5 i 5T.

## Historia
W 1242 roku bogaty meklemburski klasztor cysterski w Dargun nabył za zgodą księcia pomorskiego Barnima I znaczne obszary ziemi na wyspie Uznam poprzez zakup kilku wsi, m.in. Karsiboru, i to ze wszystkimi przynależnościami, czyli z polami uprawnymi, łąkami, pastwiskami, lasami i akwenami wraz z rybactwem. Jako właścicieli Gardis i Karsiboru wymienia się dwóch łużyckich szlachciców – Sabika i Rozwara, którzy sprzedali swoje włości za 80 marek klasztorowi w Dargun. Tenże klasztor musiał jeszcze dopłacić 32 marki, gdy dwaj synowie Sabika, którzy byli nieobecni przy sprzedaży, zgłosili także swe prawo do tych włości. W roku 1265 posiadali już darguńscy cystersi w Karsiborze swój folwark.
W dniach 14–19 lipca 1630, podczas marszu z Peenemünde na Wolin, w Kaseburgu nocował król szwedzki Gustaw II Adolf wraz z oddziałem kawalerii.
Do 1945 stosowano niemiecką nazwę Kaseburg. W 1946 ustalono urzędowo rozporządzeniem polską nazwę Karsibór.
W XIX w., gdy wybudowano w 1880 Kanał Piastowski, radykalnie zmienił układ wodno-lądowy: powstała wyspa Karsibór, na którą uruchomiono przeprawę promem linowym, a później łańcuchowym. Most, który dziś łączy wyspy Karsibór i Wolin zbudowano w 1967. 6 grudnia 2012 oddany został do użytku nowy most, a stary został rozebrany.
W latach 1954–1959 wieś należała i była siedzibą władz gromady Karsibór, która została włączona do Świnoujścia 31 grudnia 1959 roku.
W latach 1991–2004 Karsibór współtworzył jednostkę pomocniczą – Sołectwo Karsibór-Ognica.

## Samorząd pomocniczy
Świnoujście utworzyło jednostkę pomocniczą miasta – „Sołectwo Karsibór”, którego granice stanowi jednostka obszarowa miasta Karsibór – wszystkie wyspy delty wstecznej Świny. Organem uchwałodawczym jest zebranie wiejskie, a organem wykonawczym jest sołtys. Organem doradczym, wspomagającym działalność sołtysa jest 5-osobowa rada sołecka. Zebranie wiejskie wybiera sołtysa i radę sołecką.
Obecnie Karsibór nie posiada sołtysa i jest w oczekiwaniu na działania Prezydenta Miasta Świnoujście.

## Zabudowa
Lista zabytków w Karsiborze:
- Kościół Niepokalanego Poczęcia NMP, filialny, z XV/XVI w.
- dom (chata rybacka) przy ul. Wierzbowej 7, szachulcowy z początku XIX wieku (został zniszczony w czasie wichury w 2010 roku[potrzebny przypis]).
- cmentarz ewangelicki (nieczynny) przy ul. Kwiatowej, którego część A pochodzi z połowy XIX, a część B z lat 1910–1914,

Inne obiekty:
- przystań morska w Świnoujściu-Karsiborze
- Pomnik lotników RAF
- Basen U-bootów – położony jest na wyspie Karsibór. Powstał w 1944 roku, jako stała baza promów wojskowych i miejsce postoju U-Bootów 4 szkolnej flotylli Kriegsmarine ze Szczecina. Obok basenu stoi jeszcze ruina hali warsztatowej, w której obsługiwano zawijające tu okręty. Dziś z basenu korzystają głównie wędkarze[10].

## Kultura i miejscowe atrakcje
- Dom Kultury Karsibór (Filia nr 3 MDK w Świnoujściu), ul. 1 Maja 40. W ramach zajęć zespół szantowy, nauka gry na instrumentach muzycznych, aerobik, kółka zainteresowań komputerowe i plastyczne[11].
- prywatna przystań kajakowo-żeglarska „Marina”

## Przyroda

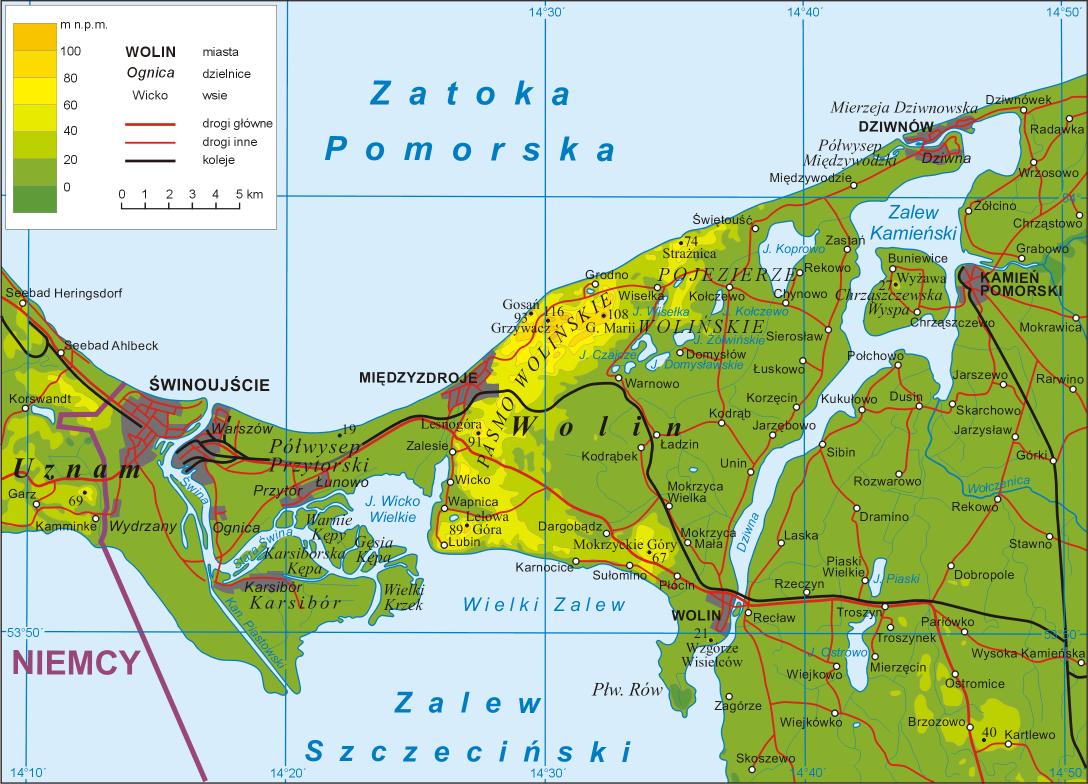
Mapa wyspy Wolin z zaznaczonym Karsiborem

- pomnik przyrody dęby „Powodzianie” (ul. Trzcinowa)[12]
- rezerwat społeczny Karsiborska Kępa